# Liste over danske livstidsdømte
Dette er en liste over hovedsageligt danske livstidsdømte. Listen dækker også enkelte udlændinge, som har begået kriminalitet i Danmark, men er blevet dømt i hjemlandet. Listen dækker desuden også livstidsdømte som har fået nedsat deres dom.
| - 1946: William Brorson - 1949: Anders Kristian Jørgensen - 1949: Elmer Larsen - 1949: Frede Olsen - 1950: Peter Valdemar Larsen - 1951: Helmer Egon Nielsen - 1952: Gunnar Eigil Helge Amos Petterson - 1954: Bjørn Schouw Nielsen - 1955: Knud Jørgen Eriksen - 1958: Mogens Karlshøj Nielsen - 1961: Erik Robert Breving - 1961: Arne Rudi Olsen - 1963: Bendt Krogh Jensen - 1964: Ole Svanen - 1965: Tage Pihl Rasmussen - 1966: Palle Sørensen - 1966: Leo Skovgård Jensen - 1967: Marinus Madsen - 1970: Bjarne Nielsen - 1971: Poul Dinesen - 1972: Arne Hartvig Pedersen - 1973: Holger Elenius Christensen - 1973: Finn Buxbom (ændret til 8 års fængsel) - 1976: Verner Erling Larsen (ændret til forvaring) - 1977: Claus Berggren - 1977: Finn Hauge Jensen - 1979: Frank Hammeleff - 1980: Paul Brumfitt (dømt i England) - 1982: Jørgen Rosenbæk Jørgensen - 1982: John Walther Rasch - 1982: Erik Børge Jeppesen - 1983: Frede Sander Jensen - 1984: Ib Grundell Hansen - 1984: Børge Ludvig Christoffersen - 1985: Naum Conevski - 1986: Hans Günther Stumpe (dømt i Tyskland) - 1986: Seth Sethsen - 1988: Nick Morten Jacobsen - 1989: Mohammed Abu Talb (dømt i Sverige, ændret til 30 års fængsel) - 1989: Marten Imandi (dømt i Sverige, ændret til 30 års fængsel) - 1990: Peder Dinesen Fur - 1992: Erik Karl Geldam - 1993: Jens Hammershøi Vittrup - 1996: Elisabeth Wæver - 1998: Jørgen "Fehår" Nielsen - 1998: Niels Poulsen - 1998: Vagn Smidt - 1998: Steen Viktor Christensen - 1999: Chris Riise Bundgaard - 1999: Pavel Przenioslo - 2000: Lars Anborg-Nielsen - 2001: Peter Lundin - 2001: Helle Sara Peters - 2001: Sanjay Sharma - 2002: Jens Christian Thorup (ændret til 16 års fængsel) - 2003: Bente Gurli Kristensen (ændret til 16 års fængsel) - 2003: Rasmus Jensen (ændret til 16 års fængsel) - 2004: Jan Arno Beblein - 2005: Mike Drewsen | - 2005: Maria Kramer - 2005: Lennart Christensen (ændret til 16 års fængsel) - 2005: Jacob Andersen (ændret til 16 års fængsel) - 2006: Ghulam Abbas - 2006: Gunnar Jensen Grevsen - 2007: Lars Irgens Petersen - 2008: Martin Petersen - 2010: John Knudsen - 2010: Steen Lassen - 2011: Morten Skipper-Pedersen - 2011: Marcel Lychau Hansen - 2012: Andreas Linnet - 2012: Jonas Melchior Hansen - 2012: Vincent Smith - 2013: Faruk Rooma Alam (ændret til 16 års fængsel) - 2015: Martin David Larsen (ændret til 14 års fængsel) - 2015: Jørgen Saugsted - 2016: Asbjørn Haferbier - 2016: Peter Thue Rudgaard - 2016: Christina Aistrup Hansen (ændret til 12 års fængsel) - 2017: Alexander Jensen - 2017: Ian Ramm Hansen - 2017: Christian Andersen - 2018: Peter Madsen - 2018: Hedaiatullah Mahmoud - 2019: Torben Jensen - 2020: Søren Elo Pedersen Livstidsdommen stadfæstet i 2023. - 2020: Stefan Lawaetz Danielsen Livstidsdommen stadfæstet i 2023. - 2020: Alexander Findanis Dommen stadfæstet i 2021. - 2020: Martin Binni Svanberg (frifundet i 2021) - 2020: James Schmidt - 2020: Osama Mohammad Khidhir - 2020: Ibrahim Jamil Bader Merei - 2020: Mansor Abdi Ismail - 2020: Mohammed Abdighani Ali - 2020: Benjamin Owusu Afriye - 2021: Patrick Skjold Andersen - 2021: Mickey Weiergang Dreier - 2021: Martin Christensen Degn - 2021: Jess Johnny Sohnemann Brønnum - 2021: Haben Kahsai (ændret til 20 års fængsel) - 2021: Flemming Mogensen - 2022: Ayub Abdullahi Nur (ændret til 14 års fængsel) - 2022: Hicham Mojib - 2022: Danish Nadeem - 2022: Tolga Öztas - 2022: Mehmet Simon Tüfekcioglu - 2022: Ibrahim Mohammed Mala-Zade - 2022: Delshad Ali Baker - 2023: Tahir Ali Shan - 2023: Mohamed Ali Adnan Seif - 2023: Ahmad Salem El-Haj - 2023: Sedad Hanic - 2023: Youssef Bahram - 2023: Sanwal Riaz Ahmad - 2023: Mio Noa Jonathan Tunryd - 2023: Pa Malick Scheer Faal - 2024: Michael Høgh-Nielsen - 2024: Philip Patrick Westh |